# Ula Hafner
Ula Hafner, slovenska alpska smučarka, * 9. julij 1993. 
Hafner je bila članica kluba APT SK Alpetour. Nastopila je na svetovnih mladinskih prvenstvih v letih 2009, 2010, 2011 in 2012, ko je dosegla svojo najboljšo posamično uvrstitev z 11. mestom v veleslalomu in zlato medaljo na ekipni tekmi. V svetovnem pokalu je nastopila na šestih tekmah med letoma 2010 in 2013. Debitirala je 16. januarja 2010 na veleslalomu v Mariboru, nastopila je še na enem veleslalomu in štirih slalomih, nikoli pa se ni uvrstila med dobitnice točk. V sezoni 2010/11 je postala slovenska državna prvakinja v veleslalomu.